# Conflicto de Gagaúzia
El conflicto de Gagaúzia (en gagauzo: Gagauziya çatışmaları) fue un conflicto armado, actualmente congelado, que estalló en 1989 por los roces entre la población gagaúza y la RSS de Moldavia en el transcurso de los últimos años de la Unión Soviética, siendo los principales detonantes del conflicto la disolución de la URSS y la proclamación de Moldavia como estado independiente, ambos en 1991. La etapa activa del conflicto se resolvió en 1994, cuando se concedió a la autodenominada República Gagaúza el rango de región autónoma. Las tensiones interétnicas entre moldavos y gagaúzos, estos últimos llevados a lo que hoy es el sur de Moldavia por las autoridades del Imperio ruso en el siglo XIX, también contribuyeron significativamente al inicio de las tensiones.

## Contexto
En noviembre de 1989, la minoría de los gagaúzos declaró el establecimiento de la República Socialista Soviética Autónoma de Gagaúz como parte de la República Socialista Soviética de Moldavia, dicha intentona no duro mucho y el territorio se vio aislado. Un año más tarde, en diciembre de 1990, el movimiento separatista Gagauz Halkı ("el pueblo de Gagaúzia"), con el apoyo tácito de las autoridades centrales de la Rusia soviética, proclamó en los distritos de Comrat, Ceadîr-Lunga y Vulcănești de la RSS de Moldavia, llamada la República Gagaúza con Stepan Topal en el cargo por el gobernador. Como resultado, las autoridades de Chisináu dirigieron a las Fuerzas Armadas de Moldavia hacia Gagaúzia.
El conflicto se resolvió después de que el parlamento moldavo, dominado por el partido Agrario Democrático que era favorable al autonomismo regional, en diciembre de 1994 reconociera la autonomía territorial de los gagaúzos. En 1995, los límites de la nueva región autónoma se establecieron tras un referéndum local.

## Tensiones e incidentes posteriores

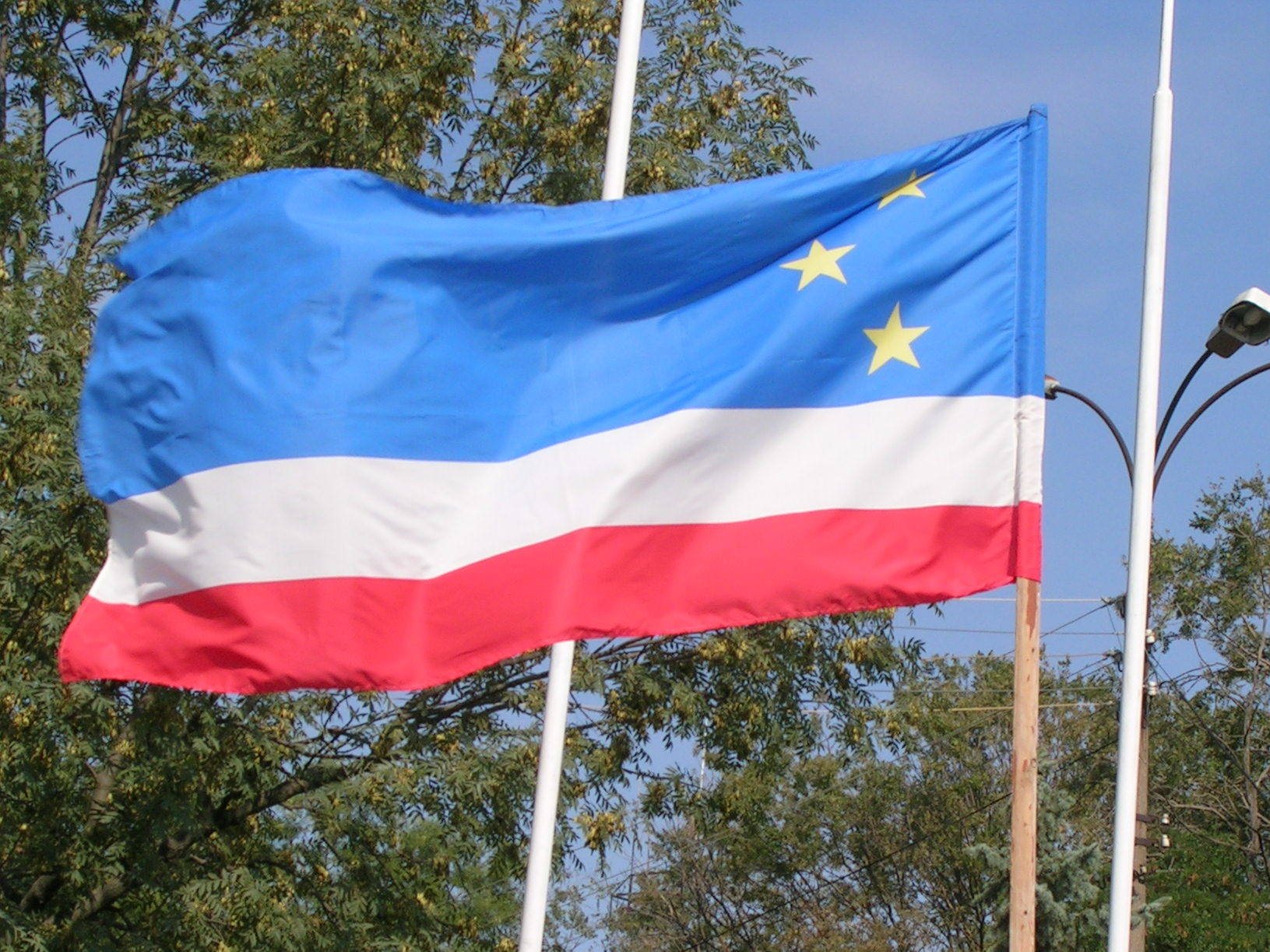
Bandera de Gagaúzia en el Congreso de Comrat en 2009.

### Década del 2000
A principios de 2002, la situación política volvió a empeorar en las autonomías. El comportamiento de los líderes de la autonomía de Gagaúzia había adquirido un carácter más provocativo tras el deterioro de las relaciones entre Chisináu y Tiráspol en 2001. Ha habido declaraciones de que ya no permitirán que los diputados de Chisináu vengan a la región sin el permiso de las autoridades de Gagaúzia.

### Década del 2010
El 4 de octubre de 2013, todo lo referente a la lengua, literatura e historia rumanas fueron prohibidos en Gagaúzia.
El 27 de noviembre de 2013, la Asamblea Popular de ATU Gagaúzia adoptó dos decisiones "Sobre la realización del referéndum legislativo sobre el estatus separado de los habitantes de Gagaúzia sobre la autodeterminación externa" y "Sobre la realización del referéndum consultivo". Las acciones dadas violaron las disposiciones de la Constitución de la República de Moldavia, el Código Electoral de la República de Moldavia y otros actos legislativos.
El referéndum ilegal tuvo lugar el 2 de febrero de 2014, tras el cual el 98,9 % de los habitantes de Gagaúzia declaró que apoya la independencia de Gagaúzia en caso de que la República de Moldavia pierda su soberanía, y el 98,47 % de ellos quieren separarse de la República de Moldavia para unirse a la Unión Aduanera Euroasiática, mientras que el porcentaje restante estaba a favor de unirse a la Unión Europea.
En 2015, la cancillería de Moldavia llamó a la embajada rusa por presuntamente entrometerse en los asuntos internos moldavos, especialmente en la cercanía de Moscú con la oposición prorrusa y específicamente con las autoridades de Gagaúzia, esto se dio por la visita de políticos rusos a candidatos independentistas al cargo de gobernador de  Unidad Territorial Autónoma.
En 2018, se registró una trifulca entre los medios de comunicación en Gagaúzia, donde se desató una lucha mediática entre independentistas prorrusos y unionistas promoldavos, ambos bandos modificando las noticias a su conveniencia.

### Década del 2020
En 2021, se registró que tanto Rumania como Rusia invierten en propaganda política y en ayuda a la población gagaúza para ganarselos, aunque es Moscú quien tiene la delantera, la posición de Chisináu ante estas injerencias son prácticamente impotentes, porque ambos estados extranjeros no respetan la soberanía nacional moldava. En el caso rumano, Bucarest llegó a suministrar vacunas contra la COVID-19 en Gagaúza.
En 2022, a raíz del recrudecimiento de la guerra ruso-ucraniana con la invasión rusa de Ucrania, algunos medios de comunicación moldavos criticaron la posición de la Unión Europea de seguir entregando dinero a la Unidad Territorial Autónoma de Gagaúzia, cuando se descubrió que la población aun se consideraba leal a formar parte de Rusia, además que los montos económicos entregados por Bruselas era utilizado por las administraciones locales gagaúzas para fomentar una rusofilia como política de Estado en vez de mejorar la situación de la región, esta posición se dio a raíz de que la gobernadora regional Irina Vlah promulgó una ley que permite el uso de la cinta de San Jorge, que fue prohibido por Chisináu en abril del mismo año, junto con otros símbolos prorrusos como la Z y la V. En mayo de 2022 a las afueras de Tomai se encontró escrito sobre la autopista «Gagaúzia está contigo» junto a los símbolos «V» y «Z», además de que en la parte inferior de la oración dibujaron los colores de la cinta de San Jorge, ese mismo mes la policía local comunicó que registraron 60 casos de violaciones a la ley de prohibición de símbolos bélicos de índole rusa.